# Dorstenia elliptica
Dorstenia elliptica är en mullbärsväxtart som beskrevs av Bur.. Dorstenia elliptica ingår i släktet Dorstenia och familjen mullbärsväxter. Inga underarter finns listade i Catalogue of Life.